# 竹尾インターチェンジ
竹尾インターチェンジ（たけおインターチェンジ）は、新潟県新潟市東区竹尾にある国道7号（新潟バイパス）のインターチェンジである。

## 改良事業
竹尾ICでは交通量が極めて多いことから、ランプ部での強引な合流や新潟バイパス本線へ至る滞留のために事故が多発していることから、「竹尾IC事故対策」が2020年度（令和2年度）に事業化された。「竹尾IC事故対策」は2022年度（令和4年度）に用地着手した。本事業では加速合流車線設置や、右折滞留長延伸を行う計画である。

## 接続路線
- 新潟県道4号新潟港横越線（通称：赤道）

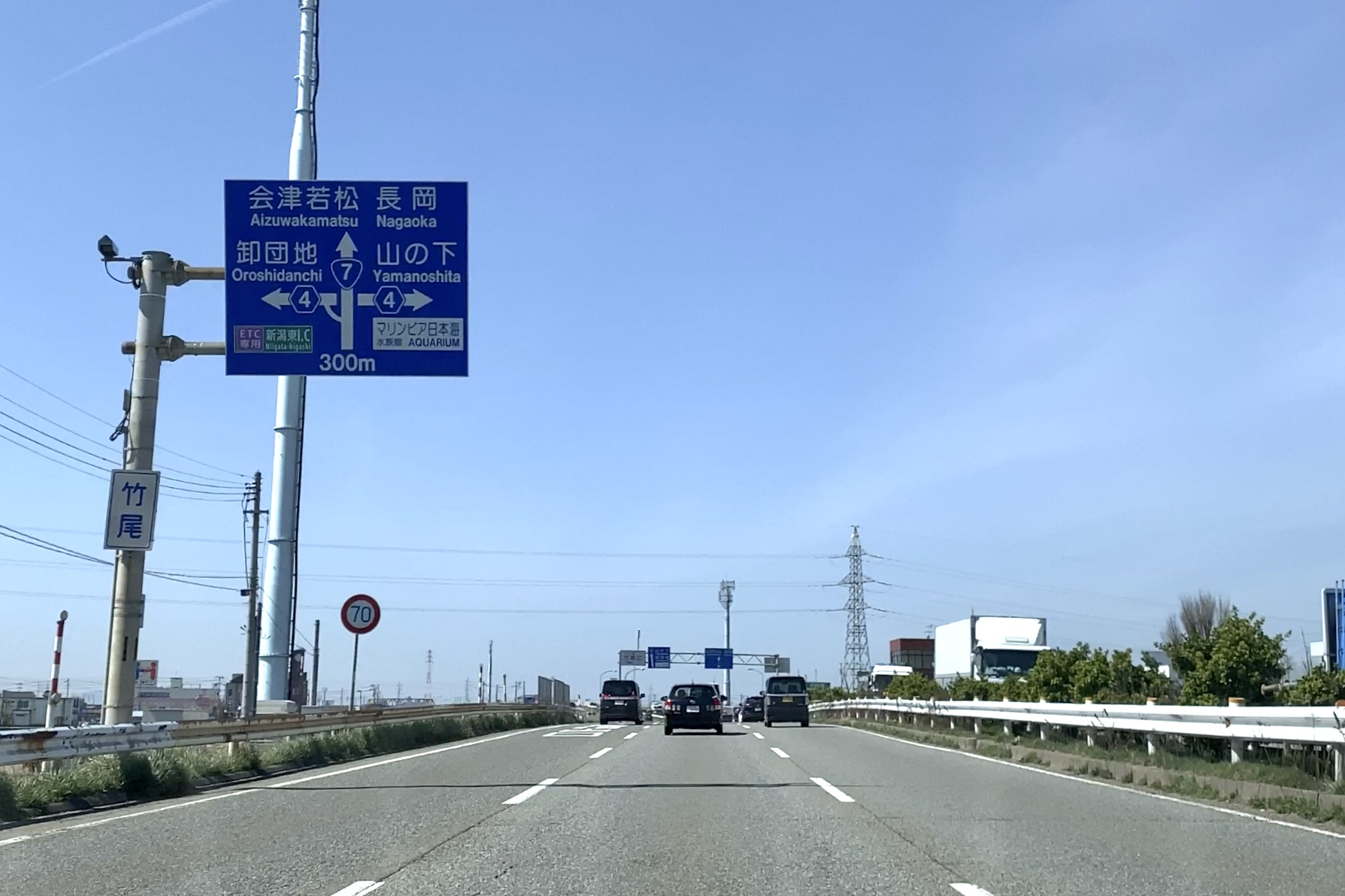
西行本線上のIC案内標識（2020年3月）

## 周辺
- 新潟市東総合スポーツセンター
- 新潟市東区役所

## 隣
国道7号（新潟バイパス）
紫竹山IC - 南紫竹IC - 竹尾IC - 逢谷内IC - 海老ヶ瀬IC